# Kunke
Der Kunke war ein ostindisches Getreidemaß mit dem Geltungsbereich Kalkutta in Bengalen.
- 1 Kunke = 5 Chattak = 211 23/25 Gramm
- 3 Kunkes = 1 Roik
- 16 Kunkes = 1 Palle
- 320 Kunkes = 1 Soalli
- 5120 Kunkes = 1 Kahun